# Saint Lawrence Gap

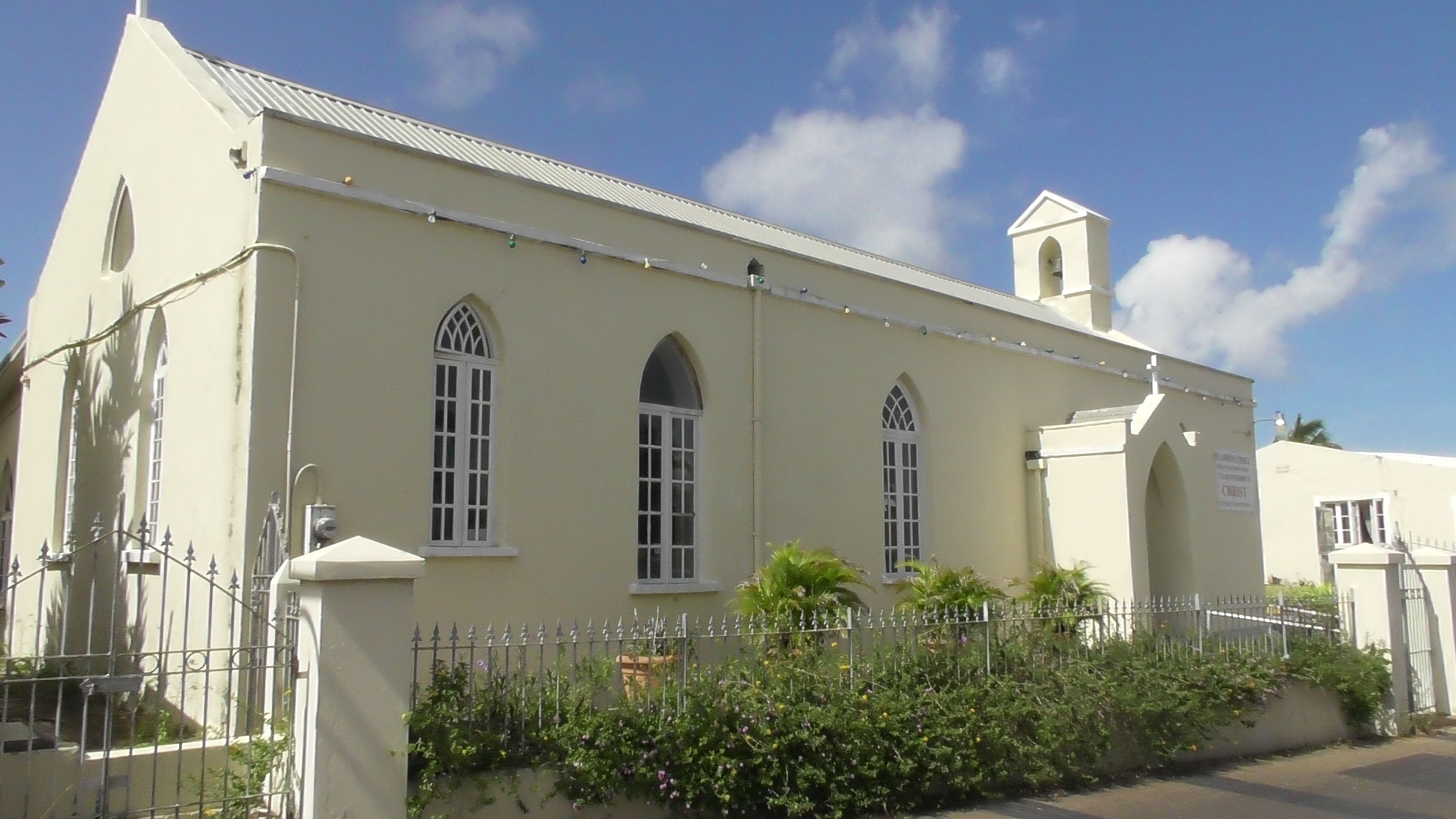
St. Lawrence Church.

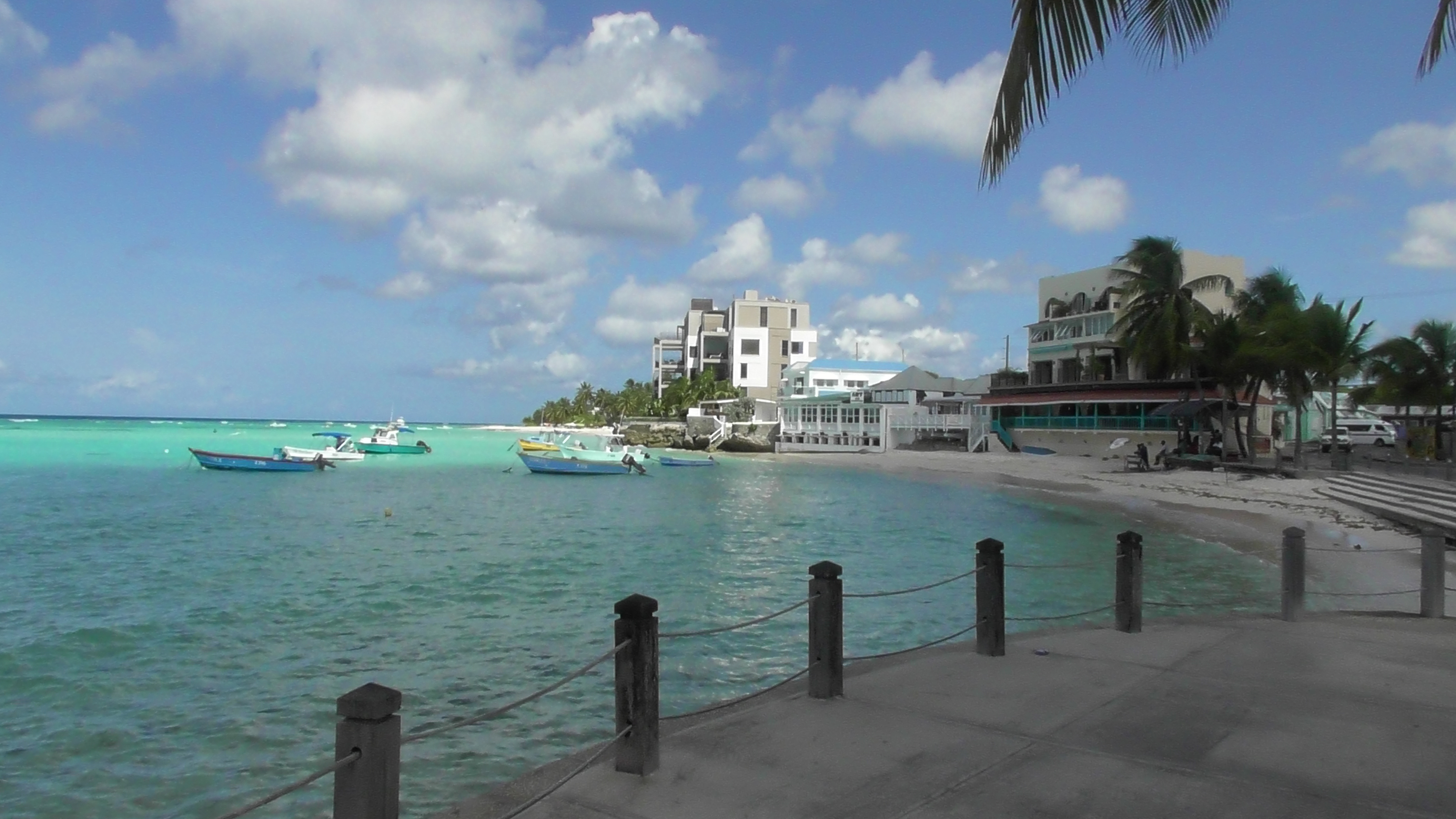
A small cove in St. Lawrence Gap with fishing boats.

Saint Lawrence Gap im Parish Christ Church ist eines der bekanntesten Viertel in Barbados. Oft wird es nur als „The Gap“ bezeichnet.

## Geographie
Der Ort Saint Lawrence Gap liegt an der Südküste von Barbados entlang dem Highway 7, zwischen Oistins im Osten und Worthing im Westen. Es besteht hauptsächlich aus einer Häuserzeile mit 1,5 km Länge, die aus Bars, Hotels, Dance Clubs, Restaurants, Inns, Resorts und kleinen Läden besteht. Der Strand zeichnet sich durch seinen weißen Pudersand aus.   Das Gebiet liegt ca. 5 km südöstlich der Hauptstadt Bridgetown.
Das Gebiet erhielt in den jüngeren Jahren Verschönerungsprogramme als Teil des Urban Renewal and Development Programms der Regierung. Zu den Verbesserungen zählen ein neuer Bürgersteig, Straßenbeleuchtung, Straßenpflasterung und Neubebauung des Dover Beach Area.
In der Siedlung findet sich auch die kleine Kirche St. Lawrence by the Sea. Zu den größeren Hotels im Osten der Siedlung zählen Sandals Resort und Divi Southwinds und Turtle Beach, während sich die Bars und Restaurants eher am Westende finden. Scotiabank hat eine Filiale im Zentrum. Außerdem gibt es am Ostende einen Sportplatz für Fußball und Cricket.